# Bonbon (cheval de Mérens)
Pour les articles homonymes, voir Bonbon (homonymie).
Bonbon (né le 18 mai 1967 et mort foudroyé le 8 janvier 1987) est un étalon de la race de Mérens élevé par Jérôme Laurens, connu pour sa vie et sa mort mouvementées dans la haute-Ariège, où il joue un rôle majeur dans la sauvegarde de sa race. 

## Histoire
Bonbon naît le 18 mai 1967 et appartient à Jérôme Laurens, qui est alors l'un des derniers éleveurs de chevaux de la région de Mérens-les-Vals et L'Hospitalet-près-l'Andorre encore en activité. Élevé en liberté et en estive, il échappe de justesse à un accident avec le train transpyrénéen dans les tunnels ferroviaires situés entre Ax-les-Thermes et le col de Puymorens.
Il devient ensuite un poulain orphelin, sa mère se retrouvant coincée dans une cabane de berger dont la porte ne s'ouvre que vers l'intérieur en vallée du Mourgouillou, le 14 juillet 1967. Son éleveur Jérôme Laurens le nourrit au lait de chèvre jusqu'à son sevrage et abandonne son activité équine après avoir perdu ses derniers chevaux. Bonbon est vendu à un maquignon de la région Rhône-Alpes. 
Cet étalon revient ensuite dans sa région natale en 1974, et décroche le premier prix du concours national des chevaux de Mérens organisé aux Cabannes. Il est acquis pour la jumenterie d’Aston et voué à la reproduction. Il se reproduit notamment au haras de Castelmir situé à La Bastide-de-Sérou, de 1978 jusqu'à sa fermeture fin 1980.
Il meurt à l'âge de vingt ans, en 1987, en estive dans les montagnes de Massat avec les onze juments et six poulains de son troupeau, à cause de la foudre.

## Description
Bonbon est un étalon de Mérens à la robe noire, mesurant 1,45 m. D'après Olivier Courthiade, il est donc de petite taille pour un cheval de Mérens.

## Origines
Bonbon est le fils d'une jument de Mérens nommée Table, et d'un étalon de Mérens nommé Tailleur. 

## Postérité
Qualifié de « légendaire » et comparé au « dernier des Mohicans », Bonbon a été largement utilisé comme reproducteur à l'époque du déclin de la race de Mérens.
Son portrait sert d'emblème au stud-book néerlandais de la race Mérens.